# Rachel Weisz
Rachel Hannah Weisz (uttalas vaiss), född 7 mars 1970 i London, är en brittisk skådespelare och filmproducent samt tidigare fotomodell. För sin medverkan i The Constant Gardener mottog hon priserna Golden Globe och Oscar. Hon är även prisad för sin rollinsats i en teateruppsättning av Linje Lusta och har ytterligare en Oscarsnominering för The Favourite. 

## Biografi

### Uppväxt
Rachel Weisz föddes i Westminster i London men växte upp i förorten Hampstead. Hennes far George Weisz (1929–2020), var en ungerskfödd judisk ingenjör och uppfinnare samt producent till den israeliska biografiska filmdokumentären Regina från 2013, där Rachel Weisz för övrigt har en röstroll. Hennes mor, Edith Weisz (född Ruth Edith Teich, död 2016), var en österrikisk psykoterapeut. Paret emigrerade till Storbritannien 1938 för att fly ifrån nazisterna. Rachel Weisz har en yngre syster, Minnie Weisz, som är fotograf och är känd inom camera obscura-tekniken.
Weisz har sagt att deras föräldrar uppskattade konst och har uppmuntrat dem till konsten. Som en naturlig skönhet började hon arbeta som modell redan vid 14-års ålder. Hon fick stor uppmärksamhet 1984, när hon tackade nej till att spela bredvid Richard Gere i filmen King David. Hon började studera engelska på Cambridge och medverkade också i teatergruppens produktioner.

### Tidig karriär och genombrott
Weisz debut var ursprungligen i den entimmeslånga BBC-TV-filmen Dirty Something 1992, men den sändes inte förrän 1994 och då som ett avsnitt i serien Screen Two. Men hon spelade samtidigt in TV-filmen Advocates II (1992) som sändes som planerat. Hon var också med i ett avsnitt av Kommissarie Morse (1993). Hon fick också synas med Ewan McGregor i perioddramat Scarlet and Black (1993).
Weisz genombrott kom att bli på teaterscenen när hon 1994 spelade en roll i uppsättningen av Design for Living (1994). För sin insats blev hon hyllad av kritiker och mottog även priset London Critics' Circle Award. Samma år fick hon också en mindre filmroll i Death Machine, vilket kom att bli hennes långfilmsdebut. Som huvudroll blev hennes första film Efterlyst (1996) med Keanu Reeves och Morgan Freeman. Filmen blev rejält sågad och tjänade precis in sina kostnader.
Hennes internationella genombrott kom med äventyrsfilmen Mumien (1999) där hon syntes i den kvinnliga huvudrollen bredvid Brendan Fraser. Filmen blev sågad av kritiker men blev trots det en enorm succé. Hon repriserade rollen i uppföljaren Mumien – återkomsten (2001) vilken också blev sågad men en än större finansiell succé än den föregående. En tredje film kom 2008 men Weisz medverkade inte i den då andra projekt var intressantare och hon tyckte manuset var dåligt. Dessutom fick hon barn.

### Vidare karriär
Mellan Mumien filmerna hade hon återvänt till teatern i uppsättningarna Suddenly Last Summer och The Shape of Things. Hon blev kritikerrosad för båda sina insatser. I filmkarriären fortsatte flopparna för Weisz med filmer som Beautiful Creatures (2000) och Enemy at the Gates (2001). Hon fick dock en succé med filmen Om en pojke (2002) som både blev kritikerrosad och en finansiell succé. Hon spelade där mot Hugh Grant och den var baserad på boken med samma namn av Nick Hornby. Flopparna skulle sedan fortsätta med komedin Envy (2004) och den serietidningsbaserade filmen Constantine (2005).
Weisz nästa film The Constant Gardener (2005) blev enormt framgångsrik bland kritiker och publik. Weisz vann både en Golden Globe och en Oscar för bästa kvinnliga biroll för sin roll som Tessa Quayle. Filmen blev nominerad i ytterligare tre kategorier på Oscarsgalan. Hon porträtterade sen Drottning Isabella I i den Darren Aronofsky regisserade filmen The Fountain (2006). Hon skulle sedan medverka i en rad filmer som gick ganska obemärkt förbi i media som fantasyfilmen Eragon (2006), My Blueberry Nights (2007), The Brothers Bloom (2008) och Agora (2009). 2009 syntes hon även i en uppsättning av Linje Lusta i huvudrollen som Blanche DuBois. Hon blev hyllad för sin tolkning och mottog ett Laurence Olivier Awards för bästa huvudroll. Weisz skulle även bli hyllad för sin insats i filmen The Whistleblower (2010).
Weisz återvände till teatern tillsammans med sin make Daniel Craig i en Broadway-uppsättning av Svek (2013). Den kom att bli en av årets mest inkomstbringande teateruppsättningar det året. Samma år skördade också Disneyfilmen Oz: The Great and Powerful framgångar inkomstmässigt. Weisz syntes där som en av häxorna. Hon medverkade sen tillsammans med Michael Caine och Harvey Keitel i Youth (2015). Filmen hade premiär och tävlade precis som hennes andra film det året, The Lobster, i Cannes filmfestival. The Lobster, regisserad av Giorgos Lanthimos, mottog juryns pris. Hon porträtterade förintelseexperten  Deborah Lipstadt i Denial (2016).
Weisz eget produktionsbolag LC6 Productions, första film blev en väldigt personlig film för henne. Disobedience (2017) utspelade sig 3 hållplatser ifrån var hon växte upp och handlar om att bli utesluten från sin religion och inte platsa in. Tillsammans med Rachel McAdams medverkade hon också som skådespelare. Hon porträtterade därefter Sarah Churchill i den av Lanthimos regisserade The Favourite (2018). Filmen blev extremt hyllad och mottog flera priser. Weisz fick en BAFTA för Bästa biroll och blev även Oscarsnominerad i samma kategori. Hon syntes sedan med Scarlett Johansson i Marvel-filmen Black Widow (2021). 2023 både spelade hon och var producent för TV-serien Dead Ringers (2023). Serien var en nyinspelning på filmen med samma namn från 1988.
Weisz ska porträttera skådespelaren Elizabeth Taylor i den kommande filmen A Special Relationship.

## Privatliv
Weisz är sedan 2011 gift med Daniel Craig. De har en dotter, född 2018. Från ett tidigare förhållande med regissören Darren Aronofsky har hon sonen Henry Chance Aronofsky (född 2006).
Rachel Weisz fick amerikanskt medborgarskap 2011.

## Filmografi (i urval)
| År   | Titel                      | Roll                                                  | Anmärkning     |
| ---- | -------------------------- | ----------------------------------------------------- | -------------- |
| 1992 | Advocates II               | Sarah Thompson                                        | TV-film        |
| 1994 | Death Machine              | Junior Exekutiv                                       |                |
| 1994 | White Goods                | Elaine                                                |                |
| 1996 | Efterlyst                  | Dr. Lily Sinclair                                     |                |
| 1996 | Stealing Beauty            | Miranda Fox                                           |                |
| 1997 | Bent                       | En prostituerad                                       |                |
| 1997 | Going All the Way          | Marty Pilcher                                         |                |
| 1997 | Swept from the Sea         | Amy Foster                                            |                |
| 1998 | I Want You                 | Helen                                                 |                |
| 1998 | My Summer with Des         | Rosie                                                 | TV-film        |
| 1998 | The Land Girls             | Ag (Agapanthus)                                       |                |
| 1999 | Mumien                     | Evelyn "Evie" Carnahan                                |                |
| 1999 | Sunshine                   | Greta                                                 |                |
| 1999 | Tube Tales                 | Angela                                                |                |
| 2000 | Beautiful Creatures        | Petula                                                |                |
| 2001 | Enemy at the Gates         | Tania Chernova                                        |                |
| 2001 | Mumien - återkomsten       | Evelyn "Evie" Carnahan-O'Connell/Prinsessan Nefertiti |                |
| 2002 | Om en pojke                | Rachel                                                |                |
| 2003 | Confidence                 | Lily                                                  |                |
| 2003 | The Shape of Things        | Evelyn Ann Thompson                                   |                |
| 2003 | De utvalda                 | Marlee/Gabrielle Brant                                |                |
| 2004 | Envy                       | Debbie Dingman                                        |                |
| 2005 | Constantine                | Angela/Isabel Dodson                                  |                |
| 2005 | The Constant Gardener      | Tessa Quayle                                          |                |
| 2006 | The Fountain               | Izzi/Isabella I av Kastilien                          |                |
| 2006 | Eragon                     | Saphira                                               |                |
| 2007 | Fred Claus                 | Wanda                                                 |                |
| 2007 | My Blueberry Nights        | Sue Lynne                                             |                |
| 2008 | Definitely, Maybe          | Summer Hartley                                        |                |
| 2008 | The Brothers Bloom         | Penelope                                              |                |
| 2009 | Flickan från ovan          | Abigail Salmon                                        |                |
| 2009 | Agora                      | Hypatia                                               |                |
| 2010 | The Whistleblower          | Kathryn Bolkovac                                      |                |
| 2011 | 360                        | Rose                                                  |                |
| 2011 | Page Eight                 | Nancy Pierpan                                         | TV-film        |
| 2011 | Dream House                | Libby Atenton                                         |                |
| 2011 | The Deep Blue Sea          | Hester Collyer                                        |                |
| 2012 | The Bourne Legacy          | Dr. Marta Shearing                                    |                |
| 2013 | Oz: The Great and Powerful | Evanora                                               |                |
| 2015 | The Lobster                | Närsynt kvinna                                        |                |
| 2015 | Youth                      | Leda Ballinger                                        |                |
| 2016 | Complete Unknown           | Alice                                                 |                |
| 2016 | Fyren mellan haven         | Hannah Roennfeldt                                     |                |
| 2016 | Denial                     | Deborah Lipstadt                                      |                |
| 2017 | My Cousin Rachel           | Rachel                                                |                |
| 2017 | Disobedience               | Ronit Krushka                                         | Även producent |
| 2017 | The Mercy                  | Clare Crowhurst                                       |                |
| 2018 | The Favourite              | Sarah Churchill                                       |                |
| 2021 | Black Widow                | Melina Vostokoff                                      |                |
| 2025 | Thunderbolts*              | Melina Vostokoff                                      |                |

### TV
| År   | Titel                                                         | Roll                      | Notering                                                                 |
| ---- | ------------------------------------------------------------- | ------------------------- | ------------------------------------------------------------------------ |
| 1993 | Kommissarie Morse                                             | Arabella Baydon           | Avsnitt: "Twilight of the Gods"                                          |
| 1993 | Tropical Heat                                                 | Joey                      | Avsnitt: "His Pal Joey"                                                  |
| 1993 | Scarlet and Black                                             | Mathilde                  | 2 avsnitt                                                                |
| 1994 | Seventeen                                                     |                           | TV-kort                                                                  |
| 1994 | Screen Two                                                    | Becca                     | Avsnitt: "Dirtysomething"                                                |
| 2000 | This Is Not an Exit: The Fictional World of Bret Easton Ellis | Lauren Hynde              |                                                                          |
| 2010 | The Simpsons                                                  | Dr. Thurston              | Röstroll, avsnitt: "How Munched Is That Birdie in the Window?"           |
| 2023 | Dead Ringers                                                  | Elliot and Beverly Mantle | 6 avsnitt                                                                |
| 2023 | What If...?                                                   | Melina Vostokoff          | Röstroll, avsnitt: "What If... Captain Carter Fought the Hydra Stomper?" |

### Teater
| År   | Titel                | Roll                | Teater                            |
| ---- | -------------------- | ------------------- | --------------------------------- |
| 1994 | Design for Living    | Gilda               | Gielgud Theatre, London           |
| 1999 | Suddenly Last Summer | Catherine           | Donmar Warehouse, London          |
| 1999 | The Shape of Things  | Evelyn Ann Thompson | Almeida Theatre, London           |
| 2001 | The Shape of Things  | Evelyn Ann Thompson | Promenade Theatre                 |
| 2009 | Linje Lusta          | Blanche DuBois      | Donmar Warehouse, London          |
| 2013 | Svek                 | Emma                | Ethel Barrymore Theatre, New York |
| 2016 | Plenty               | Susan Traherne      | The Public Theatre, New York      |